# Bufo simus
Chaunus spinulosus là một loài cóc thuộc họ Bufonidae.

## Hình ảnh

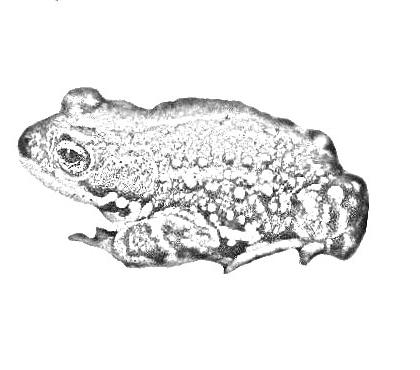